# Oxytenis
Oxytenis là một chi bướm đêm trong họ Saturniidae. Trong thời kỳ ấu trùngm nó có điểm mắt trên đầu để giả làm loài rắn..

## Hình ảnh